# ديفيد وونغ
ديفيد وونغ (بالإنجليزية: David Wong)‏ (10 يناير 1975، لورينسيفيل في الولايات المتحدة)؛ صحفي وروائي أمريكي.

## روابط خارجية
- ديفيد وونغ على موقع IMDb (الإنجليزية)
- ديفيد وونغ على موقع ميوزك برينز (الإنجليزية)